# 한림여자중학교
한림여자중학교(翰林女子中學校)는 대한민국 제주특별자치도 제주시 한림읍 한림리에 있는 공립 중학교이다.

## 학교 연혁
- 1963년 12월 4일 : 중학교 6학급 인가
- 1964년 3월 9일 : 개교, 초대 조승옥 교장 취임
- 1985년 9월 1일 : 한림여자실업고등학교 분리 이설
- 1997년 3월 1일 : 교육부과제 특별활동 연구중심학교 운영
- 1998년 3월 1일 : 제주도교육청 지정 교과교육 연구(영어) 중심학교 운영
- 2002년 3월 1일 : 교육부 지정 교육과정 정책 연구 학교 (~2004. 2. 29.)
- 2007년 11월 1일 : 특수학급 (1) 설립 인가
- 2009년 3월 1일 : 제주형 자율학교 운영 (~2015. 2. 28.)
- 2009년 3월 2일 : 난향관(급식소) 신축
- 2009년 8월 9일 : 꿈ㆍ비ㆍ디 마당(다목적실) 증축
- 2010년 10월 15일 : 난향관(특별교실) 증축
- 2011년 5월 1일 : 2011창의·인성 모델학교 운영 (교육부) (~2015. 2.28.)
- 2012년 9월 20일 : 2012대한민국 좋은 학교 선정
- 2015년 3월 1일 : 사이버 인성교육 연구학교(미래창조과학부) (~2016. 2. 29.)
- 2020년 3월 1일 : 제주형자율학교(다혼디배움학교) 재지정 및 운영
- 2023년 3월 1일 : 제24대 교장 양제순 선생 부임
- 2025년 1월 8일 : 제59회 졸업 84명(졸업생 총수 9,094명)
- 2025년 3월 1일 : 디지털 기반 학생 맞춤형 선도학교 재지정 및 운영(~2026.2.28.)
- 2025년 3월 1일 : 3개 학년 11학급(특수학급 1학급 포함)

## 참고 자료
- 한림여자중학교 - 한국교육학술정보원 학교알리미